# Pogoń-Leśniczówka
Pogoń-Leśniczówka – część wsi Pogoń Gosławicka w Polsce, położona w województwie wielkopolskim, w powiecie konińskim, w gminie Ślesin.
W latach 1975–1998 Pogoń-Leśniczówka należała administracyjnie do województwa konińskiego.